# 欧洲技术影像出版协会
欧洲技术影像出版协会 (TIPA，Technical Image Press Association，也译作“影像技术媒体协会”)是一个国际非營利組織的行业协会。该协会致力于摄影和影像杂志出版业的利益。
该协会包含分布在八个欧洲国家和七个非欧洲国家出版的30个成员。

## 历史
欧洲技术影像出版协会成立于1991年，是欧洲的一个由摄影和影像杂志组成的协会。 自2009年以来，协会开始吸纳来自欧洲以外的地区的成员。

## 活动
会员杂志的编辑每年一次对过去十二个月上市的最佳产品进行投票，其中要考虑到创新，尖端技术，设计，易用性以及产品的性价比。
TIPA每两年在photokina举办一次颁奖典礼，photokina是摄影与影像行业的贸易展览会，隔一年开办一次。

## 成员杂志
TIPA的成员杂志有：
- Camera – 澳大利亚
- FHOX – 巴西
- Photo Life – 加拿大
- Photo Solution – 加拿大
- 中国摄影 – 中国
- Fisheye（法语：Fisheye (magazine)） – 法国
- Réponses Photo（法语：Réponses Photo） – 法国
- digit! – 德国
- Foto Hits Magazin – 德国
- INPHO Imaging and Business – 德国
- Photo Presse – 德国
- Photographie（德语：Photographie (Magazin)） – 德国
- ProfiFoto（德语：ProfiFoto） – 德国
- Photo Business – 雅典
- Photographos（英语：Photographos） – 雅典
- Fotó Magazin – 匈牙利
- Better Photography（英语：Better Photography） – 印度
- Fotografia Reflex – 意大利
- FOTOgraphia – 意大利
- Fotografie F+D – 荷兰
- Fotovisie – 荷兰
- P/f Professionele Fotografie – 荷兰
- PiX Magazine – 南非
- FV / Foto-Vídeo Actualidad – 西班牙
- Digital Photo – 英国
- Practical Photography（英语：Practical Photography） – 英国
- Professional Photo – 英国
- photo District News（英语：photo District News） – 美国
- Rangefinder – 美国
- Shutterbug – 美国

附属成员
- Camera Journal Press Club – 日本

## 管理
TIPA的管理运营工作由位于西班牙马德里的董事会和秘书处负责。 董事会由每年举行的会员大会选举产生。

## 扩展阅读
- [To what extent can we rely on TIPA awards?]. Les Numériques（法语）. 22 April 2016  [2020-12-02]. （原始内容存档于2018-08-31） （法语）.